# Mulato

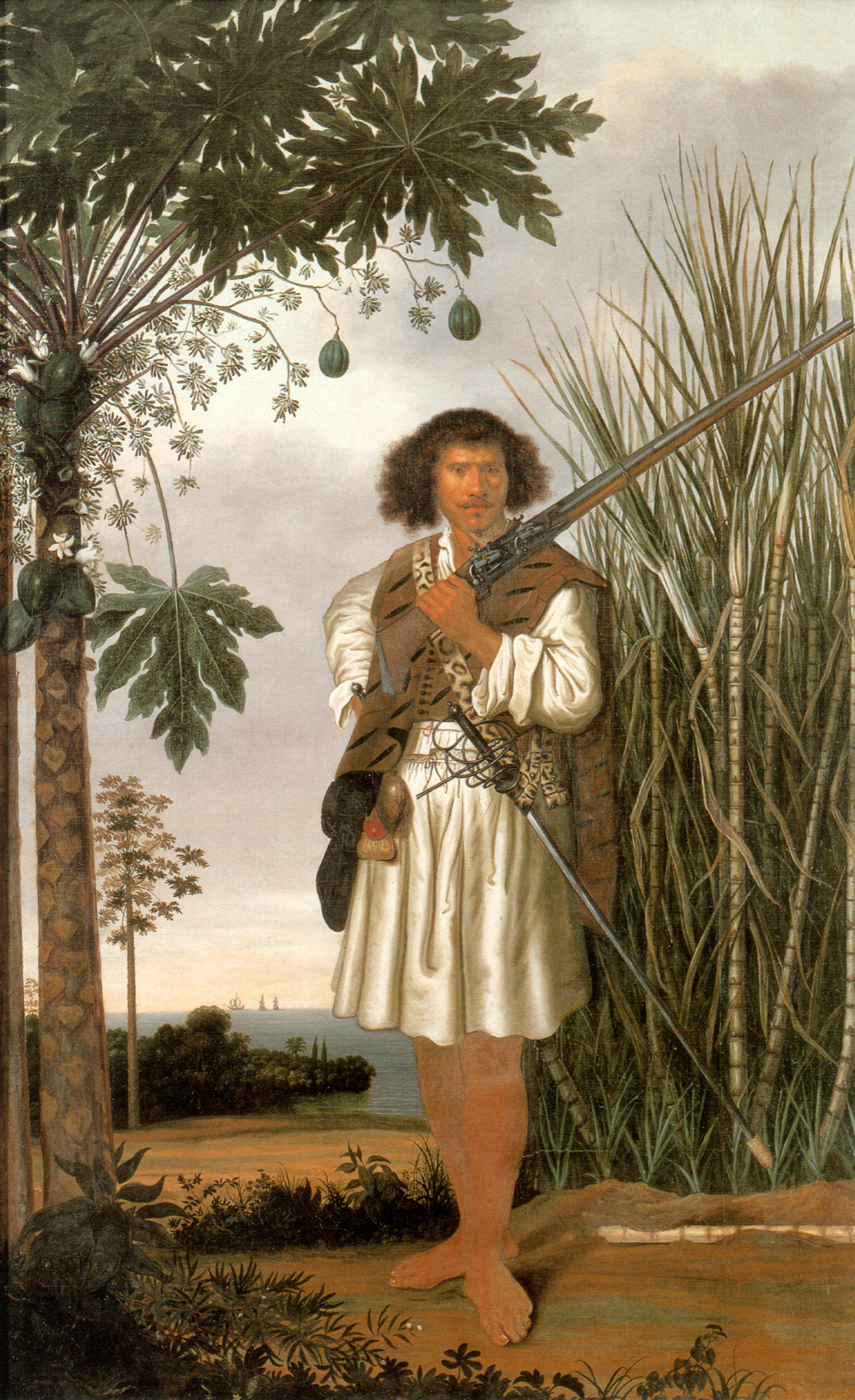
Mulato, por Albert Eckhout.

Mulato é um termo que designa a pessoa que é descendente de negros africanos e brancos europeus. Inicialmente o termo era também aplicado para designar mestiços. Mulatos podem apresentar os mais variados perfis fenotípicos e culturais. 

## Etimologia
Existem duas teorias para a origem da palavra mulato: a latina e a árabe. Segundo a primeira, o termo 'mulato' adota o prefixo de mula (mulus, em latim). A mula é o progênito do cruzamento do cavalo com a jumenta ou do jumento com a égua. Por analogia, no século XVI, teria surgido o termo "mulato", que remete à ideia de "híbrido" (descendente de pessoas brancas e negras).
A segunda teoria sustenta que o termo mulato provém do árabe mowallad ("aquele que é nascido de pai árabe e de mãe estrangeira, ou de pai escravo e de mãe livre"). Também remete à ideia de filho nascido de pais de etnias diferentes.
Grande parte dos etimólogos e lexicógrafos acreditam na hipótese de que a palavra "mulato" seja proveniente do prefixo latino mulus, porém a teoria de que provém do termo árabe mowallad também tem defensores, não havendo, portanto, consenso sobre o tema.

### Polêmica quanto ao uso
Nos últimos anos, vem ocorrendo polêmicas acerca do uso do termo "mulato". Grupos ligados ao Movimento Negro sustentam que a palavra é ofensiva e racista e que deveria ser abolida, porquanto deriva do animal "mula".
Por outro lado, há quem argumente que uma palavra não deveria ser condenada em virtude da sua etimologia. Por exemplo, a historiadora Lita Chastan, autora de "Por Que América?" defende que o termo pode ter vindo do árabe muwallad (mestiço entre árabe e "não-árabe"). O escritor Sérgio Rodrigues argumenta que o termo mulato é usado no idioma português desde o século XVI e que a etimologia da palavra já foi praticamente esquecida pois, há tempos, refere-se simplesmente ao filho de branco e negro. Ele faz uma comparação com o substantivo "rapaz", bastante usado em português para referir-se a um homem jovem, mas que deriva do latim rapacem, que significava "ladrão" ou "indivíduo que rouba".

## No mundo

### Na África de língua oficial portuguesa
Cabo Verde é o país africano onde a maioria da população é etnicamente mulata. Segundo estudo genético de 2010, no país, 57% dos genes são de origem africana e 43% de origem europeia, principalmente do oeste africano e de Portugal, respectivamente. Em Angola, os mulatos são uns 2% da população do país. Em Moçambique, não chegam a 1%.

### Na África do Sul e na Namíbia
A história recente da África do Sul começou com a fundação da cidade do Cabo por colonos de origem holandesa e francesa, que viram rapidamente que não era fácil converter os habitantes locais, principalmente khoisan, em trabalhadores agrícolas ou, em geral, negros escravizados. Por isso, tiveram que importar malaios das Índias Orientais Neerlandesas, a Indonésia e a Malásia, para além de negros de outras regiões da África Austral. Muitos desses malaios conservaram a sua cultura e religião (o islão) mas, com o tempo, apareceram pessoas de origem mestiça, que as autoridades trataram de separar num grupo a que chamaram “coloured” (ou “de cor”, para dizer que tinham características diferentes dos brancos e dos negros, “inferiores” aos primeiros, mas “superiores” aos segundos). Com a chegada (e dominação) dos britânicos e a importação de novos “assalariados” da Índia, mais misturas se produziram e, com o apartheid, a estes “coloured” foram concedidos alguns direitos políticos.

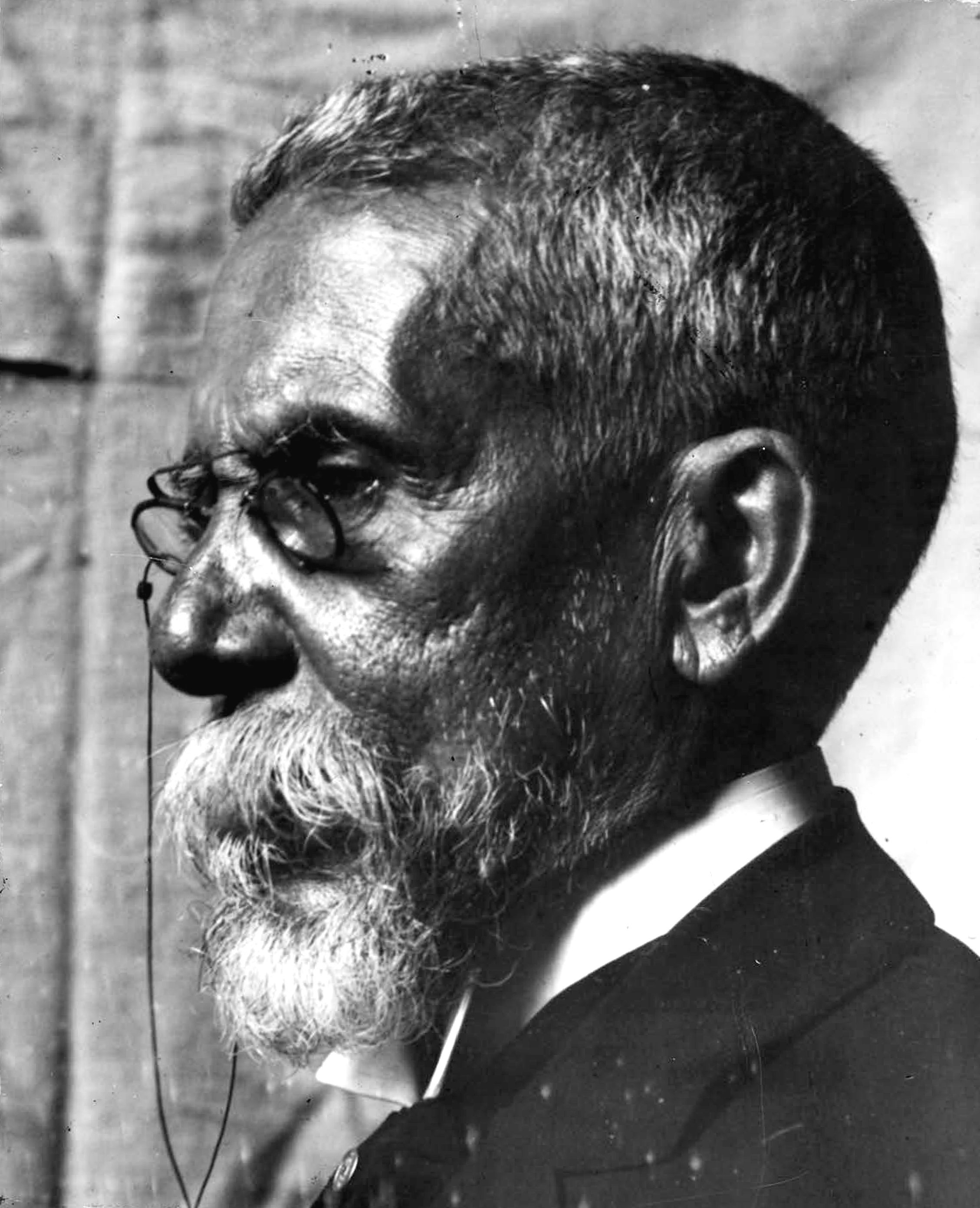
Considerado o maior nome da literatura brasileira, Machado de Assis era filho de mãe branca (portuguesa) e pai mulato.

Com a democratização na África do Sul, em 1995, o estado deixou de classificar as pessoas em termos raciais (durante o apartheid, as pessoas tinham direitos cívicos de acordo com a “raça” a que pertenciam) mas, os censos e estudos demográficos continuaram a manter as antigas denominações, sendo que são os próprios inquiridos que se autoclassificam. Por isso, neste momento, os cerca de quatro milhões de “coloured” da África do Sul (e os da Namíbia, que se consideram um grupo ou etnia diferente dos vizinhos, ver nota anterior) correspondem à diversidade genética que foi imposta pela história, incluindo uma minoria de “malaios”, possivelmente sem “mistura” que ainda subsistem. Por isso, dizer que na África do Sul existem quatro milhões de “mulatos” é uma simplificação duma situação étnica bastante complexa.

### No Brasil
Os mulatos são comuns no Brasil desde os tempos coloniais, em decorrência da interação sexual sobretudo entre homens portugueses e mulheres africanas. Esses mulatos são resultado dos mais diversos cruzamentos: o banda forra (branco com negro), o salta-atrás (mameluco com negro), o terceirão (branco com mulato). Segundo Darcy Ribeiro, os mulatos foram parte essencial da formação da identidade brasileira, porquanto, por serem mestiços, não se identificavam com suas origens europeias e africanas, restando a eles assumir uma identidade brasileira.
Não se sabe ao certo qual o tamanho da população mulata no Brasil, uma vez que o censo brasileiro não inclui essa categoria, existindo a categoria de pardos, que não abrange somente os mulatos, mas também outros tipos de miscigenação, como os caboclos.
Segundo diferentes estudos genéticos, a maioria dos brasileiros, incluindo os "brancos", "pardos" e "negros", têm ancestrais europeus, africanos e indígenas, não se enquadrando perfeitamente na definição de mulato, que não inclui a ancestralidade indígena.
Estudos mostram que o termo "mulato" é pouco usado pelos brasileiros: segundo pesquisa de 2008 do IBGE, somente 0,6% dos entrevistados classificaram-se como "mulatos"; conforme outra pesquisa, de 2007, com estudantes do Rio de Janeiro, somente 0,21% deles classificam-se como "mulatos".
No Brasil, o termo "moreno" é mais usado pela população, embora seja um termo ambíguo e que apenas parcialmente esteja ligado à miscigenação.

### Nos Estados Unidos
Nos Estados Unidos, os mulatos eram contados nos censos do século XIX, mas a categoria foi eliminada em 1920, em decorrência da adoção do conceito da "regra de uma gota" ("one-drop rule"). Assim, os mulatos foram forçados a identificar-se como negros. Todavia, no ano 2000, o censo americano modernizou-se e passou a aceitar que as pessoas possam escolher mais de uma raça com a qual se identificam. No censo de 2010, 1,8 milhão de americanos identificaram-se como a combinação de negro e branco.

### No Haiti
Na história do Haiti, os mulatos, conhecidos nos tempos coloniais como "pessoas de cor livres", adquiriram alguma educação e propriedade antes da Revolução haitiana. Em alguns casos, seus pais brancos conseguiram que seus filhos mestiços fossem educados na França e se juntassem às forças armadas, dando-lhes uma vantagem econômica. Mestiços ganharam algum capital social e poder político antes da Revolução, foram influentes durante a Revolução e depois dela. Os mulatos mantiveram sua posição de elite, baseada na educação e no capital social, que é evidente na hierarquia política, econômica e cultural do Haiti atual.
Após a Revolução haitiana, a maioria dos franceses brancos que habitavam o Haiti foram massacrados ou deixaram a ilha, de modo que a minoria mulata se tornou o grupo econômico dominante do país, controlando as principais empresas e os bancos, enquanto a maioria negra vive na mais absoluta miséria, nesse que é o país mais pobre das Américas. Os mulatos e brancos são 5% da população, e os negros 95%.

### Na América Hispânica
Nos países americanos de língua espanhola, os mulatos também são comuns. Na República Dominicana, eles são a maioria da população, resultado da miscigenação entre espanhóis e africanos. Há também muitos mulatos em Cuba (um quarto da população), em Porto Rico, na Venezuela, na Colômbia, na Costa Rica e no Panamá.